# Пфорцен
Пфорцен (нім. Pforzen) — громада в Німеччині, знаходиться в землі Баварія. Підпорядковується адміністративному округу Швабія. Входить до складу району Остальгой. Центр об'єднання громад Пфорцен.
Площа — 23,69 км2. Населення становить 2347 ос. (станом на 31 грудня 2020).